# Tauschia edulis
Tauschia edulis är en växtart i släktet Tauschia och familjen flockblommiga växter. Den beskrevs av Sereno Watson som Arracacia edulis, och fick sitt nu gällande namn av John Merle Coulter och Joseph Nelson Rose 1898.
Arten är en perenn ört som förekommer i Mexiko.